# Женская грудь
Женская грудь — две выпуклости на передней верхней части туловища женщины, внутри которых находятся молочные железы, выделяющие грудное молоко для вскармливания младенцев. Немного ниже середины каждой груди, примерно на уровне четвёртого межрёберного промежутка или пятого ребра, на поверхности имеется небольшой значительно пигментированный кружок — ареола. В центре ареолы расположен грудной сосок, в котором находятся наружные окончания выводных протоков молочных желёз, вследствие чего через него происходит выделение молока — лактация, начало которой обычно гормонально связано с периодом родов. Сосок обычно имеет розовато-коричневую окраску.
Развитие грудных желёз у девушек является одним из важных элементов их нормального полового созревания, и развитые грудные железы рассматриваются в числе вторичных женских половых признаков, тогда как аналогичное развитие грудных желёз у лиц мужского пола (гинекомастия) является патологией и встречается относительно редко.
Женские грудные железы в большинстве случаев являются более сильными эрогенными зонами, чем соски у мужчин. Вид обнажённой женской груди может вызвать повышенное сексуальное желание у представителей обоих полов.
Во многих культурах публичное обнажение и демонстрация груди женщинами, в отличие от мужчин, считаются неприличными. В других культурах для женщин считается приемлемым обнажать грудь, а в некоторых странах никогда не было подобных запретов. Вопрос, в каких случаях обнажение женской груди (топлес) считается приемлемым, часто зависит от места и контекста. В некоторых западных культурах обнажение женской груди на пляже считается приемлемым, в то время как, например, в центре города это считается неприличным. Во многих случаях запрет на обнажение женской груди касается, главным образом, обнажения женских сосков, разрешая декольте. Если публичное обнажение женской груди связано с кормлением, то к этому относятся, как правило, более лояльно. По мнению феминисток и феминистов, вопрос о допустимости публичной демонстрации обнажённой женской груди имеет прямое отношение к проблеме неравенства полов.
Традиционный символ плодородия. Во многих культурах богини-покровительницы деторождения и плодородия изображаются в виде многогрудых или полногрудых женщин.

## Анатомия
Молочная железа — парный орган, относящийся к типу апокринных желёз кожи.
У половозрелой женщины молочные железы образуют два симметричных полушаровидных возвышения, прилегающих к передней грудной стенке в области между третьим и шестым или седьмым ребром. Большей частью своего основания каждая железа прикреплена к большой грудной мышце (m. pectoralis major) и частично к передней зубчатой мышце (m. serratus anterior). С наружной стороны между молочными железами имеется углубление, называемое пазухой (sinus mammarum).
Немного ниже середины каждой груди, примерно на уровне четвёртого межрёберного промежутка или пятого ребра, на поверхности имеется небольшой выступ — грудной сосок (papilla mammae). Как правило, у нерожавших женщин сосок имеет конусообразную форму, у рожавших — цилиндрическую. Он окружён так называемой ареолой диаметром 3—5 сантиметров. Пигментация кожи соска и ареолы отличается от остальной кожи — она заметно более тёмная. У нерожавших женщин — розоватая или тёмно-красная, у рожавших — буроватая. Во время беременности интенсивность пигментации усиливается. При половом возбуждении, а также в фазе овуляции наблюдается повышение эректильности соска и его чувствительности. Эрекция соска обусловлена сокращением мышечных волокон, находящихся внутри него, и в отличие от эрекции клитора не связана с кровообращением.

### Размер и форма
Размер и форма груди индивидуальны. Индивидуальные различия в величине женской груди обусловлены толщиной подкожного жирового слоя. Форма груди (стоячая или отвислая) зависит от прочности и упругости капсулы из соединительной ткани, в которую заключена молочная железа. Таким образом, ни размер, ни форма груди не влияют на способность женщины к грудному вскармливанию. Однако они являются важной составляющей сексуальной привлекательности. Размер груди обычно выражается в терминах, применяемых к обозначению размера бюстгальтеров. Среднестатистический размер груди колеблется в районе 80 см в обхвате. Обычно левая грудь немного больше правой.

### Асимметрия
После наступления менархе под действием циклического изменения уровня эстрогенов в циркулирующей крови стимулируется дальнейшая дифференцировка и рост паренхиматозных и стромальных тканей, образующих молочные железы. Окончательная форма женской груди (размер, объём, строение) формируется на протяжении нескольких лет, приблизительно к 21 году со дня рождения. Практически у 90 % женщин молочные железы несимметричны: либо по размеру, либо по объёму, либо по относительному местоположению на грудной клетке. И только у 25 % женщин наблюдается выраженная асимметрия (от одного размера бюстгалтера и более) молочных желез.
Асимметрия молочных желез явно выражена приблизительно у 3,2 % женщин, среди которых у 62 % левая грудь больше. Асимметрия может проявляться различием размеров молочных желез, расположения ареолы и соска на теле железы, формы кожной складки в месте прикрепления железы на грудной клетке. Коррекция проводится методом маммопластики (изменением положения молочной железы на грудной клетке, уменьшением или увеличением объёма одной из желез) в соответствии с характером асимметрии.

## Маммопластика
Маммопластика — это пластическая операция на молочной железе, которая заключается в изменении размера и (или) формы молочной железы. В случае отвисания железы удаляют кожу и расположенную под ней железистую ткань. Для коррекции молочной железы под кожу может быть имплантирован специальный протез. Эндопротезирование молочных желез показано при асимметрии молочных желез и при восстановлении груди после мастэктомии (удалении груди).
Маммопластика показана при макроспатии, микромастии, птозе молочных желез, постлактационной инволюции молочных желез и гинекомастии. Нельзя делать операцию при наличии онкологических и инфекционных заболеваний, нарушеннии свертываемости крови, тяжёлых заболеваний внутренних органов, незавершённой лактации, а также лицам не достигшим возраста 18 лет. Перед проведением операции пациент сдаёт анализы крови, мочи, ЭКГ и УЗИ молочных желез. Операция проводится под общей анестезией. В зависимости от вида оперативного вмешательства она может продолжаться от 1,5 до 4 часов. При стандартном течении операции пациентку выписывают уже на следующий после операции день. Самыми распространёнными осложнениями являются подкожные гематомы, гипертрофированные рубцы, воспалительные изменения мягких тканей, контрактура протезов.
Виды маммопластики:
- Эндопротезирование молочных желез (увеличивающая маммопластика)
- Редукционная маммопластика
- Подтяжка груди
- Липосакция
- Метод короткого (вертикального) шва
- Уменьшение груди при гигантомастии
- Т-образный или якорный разрез

### Увеличение груди
Операция по увеличению груди относится к области восстановительной и эстетической хирургии. Она может происходить как по эстетическим причинам, так и по медицинским показаниям.
В 1889 году грудь была впервые увеличена с помощью инъекций жидкого парафина. В первые десятилетия XX века для увеличения груди делались попытки применять жировую ткань, каучук, воловьи хрящи, шерсть, гуттаперчу, полиэтиленовые и поливиниловые губки, полиэфирную пену, пенопласт, полиуретан, полиэстер и тефлонсиликоновые протезы. Подобные операции приводили к возникновению инфекций, опухолей, деформациям грудей, жировому некрозу и хроническим воспалительным реакциям.
В 1950—1960-е годы минимум 50 тыс. женщин были введены инъекции различных синтетических материалов, включая жидкий силикон и поливиниловые губки. В 1961 году американские хирурги Т. Кронин и Ф. Джероу разработали первые силиконовые имплантаты. В 1964 году французская компания Arion разработала имплантаты, заполняемые солевым раствором.
Имплантаты вызывают образование фиброзных капсул, которые могут вызывать капсулярную контрактуру и мучительные затвердения грудей. Они могут установить асимметрию грудей, нарушить чувствительность в области соска и т. д.

### Редукционная маммопластика
Редукционная маммопластика применяется при гигантомастии и направлена на уменьшение объёма молочных желез путём резекции железистой и жировой тканей и избытка кожи. Увеличение молочных желез женщины может произойти при беременности, общих эндокринных нарушениях и ожирении.
Основным показанием к редукционной маммопластике у большинства пациенток являются тяжёлые птозные молочные железы, которые могут причинять женщине как физический, так и моральный дискомфорт. Некоторые женщины предъявляют жалобы на боли в грудном и шейном отделе позвоночника, а также на возникающие от чрезмерного давления бретелек бюстгальтера рубцовые борозды на плечах и т. д. Гипертрофия молочных желез может сопровождаться хроническим маститом и мастопатией. Противопоказаниями для проведения операции являются заболевания молочных желез и тяжёлые сопутствующие заболевания.

### Подтяжка груди
Подтяжка груди призвана скорректировать и эстетически подтянуть опущенные ткани (птоз). Главными задачами подтяжки молочных желез является перемещение в более высокое положение сосково-ареолярных комплексов, а также создание красивой формы груди. В некоторых случаях (например при отсутствии железистой ткани), с целью получения высокой проекции желез выполняется подтяжка вместе с увеличением груди. При стандартном оперативном вмешательстве по увеличению груди усиливается её из-за увеличения массы самой груди.

### Липосакция
При помощи липосакции хирургическим путём изменяется характер отложения жира. Липосакция бывает трёх видов: тумесцентная, ультразвуковая и лазерная. За 10 дней до проведения липосакции запрещается курить и принимать препараты, влияющие на свертываемость крови. Пациенту рекомендуется пройти процедуру очищения кишечника и сдать все необходимые анализы. Операция проводится местной или общей анестезией и продолжается не менее 30 минут.

## Птоз груди
Птоз (опущение или обвисание) молочной железы может наблюдаться в любом возрасте, определяется свисанием ткани железы вместе с сосково-ареолярным комплексом и происходит в результате утраты упругости кожного покрова груди и/или его растяжения.
Обвисание молочной железы отражает процесс старения, в результате которого кожа груди свисает вдоль грудной клетки, а сосково-ареолярный комплекс ориентируется вниз. Обвисание груди у женщин происходит под действием многих факторов, среди которых немаловажное значение отводят наследственности (генетической предрасположенности к птозу груди), табакокурению, избыточной массе тела (высокий ИМТ или индекс Кетле), количеству беременностей и размера груди до наступления беременности, а также возраст женщины, усугубляющий действие вышеперечисленных факторов.

## Развитие груди
Хромосомный набор оплодотворённой яйцеклетки (генотип) определяет первичную дифференцировку пола (фенотип). У эмбрионов женского пола, задаваемого наличием двух Х-хромосом, в период внутриутробного развития в области малого таза формируются внутренние и наружные половые органы женского типа. Со всеми этими органами девочка уже рождается, и они, несмотря на то, что готовыми к выполнению репродуктивной функции становятся только после окончания периода полового созревания (пубертата), изначально имеют тот же внешний вид, что и у взрослой женщины, поэтому внешний вид малого таза девочек отличен от вида малого таза мальчиков.
Грудные железы же до пубертатного периода обычно не выражены, они не выступают на фоне передней поверхности грудной клетки, которая у девочек выглядит так же, как у мальчиков — внешне заметны лишь ареолы с небольшими сосками. У лиц мужского пола в норме грудные железы остаются рудиментарными всю жизнь.
Начало роста молочных желёз у девушек называется телархе и обычно происходит с началом пубертата, в возрасте 9—10 лет. Дальнейшее развитие обычно продолжается под влиянием гормонов весь период пубертата, обычно 2—3 года. Оценка стадии полового созревания по шкале Таннера учитывает степень увеличения молочных желез и наличие (степень) лобкового оволосения:
I — нет увеличения молочных желёз;
II — развитие молочных желёз до стадии «бутона», увеличивается диаметр ареолы;
III — дальнейшее увеличение размеров молочной железы и ареолы в едином комплексе;
IV — ареола и сосок выступают над поверхностью молочной железы с образованием вторичного бугорка над контуром железы;
V — внешний вид и форма молочных желёз соответствуют взрослой женщине: размеры достигают максимума, ареола вписывается в общий контур железы.

## Культурологический аспект

### Антропоморфическаягеография
Во всех частях света есть горы и холмы, по форме напоминающие женскую грудь. Это сходство было замечено на заре человечества и эти горы и холмы получили своё соответствующее название и почитались святыми местами как символ плодородия.
Название Mamucium, которое легло в основу названия города Манчестер в Англии, как полагают, происходит из кельтского языка и означает «холм в форме груди».

### Древние изображения
В культуре цивилизаций доисторической Европы достаточно распространены изображения женских фигур с выраженной или преувеличенной грудью. Типичный пример скульптуры — так называемая Венера Виллендорфская — небольшая фигурка женщины с большой грудью и широкими бёдрами. Древнейшие археологические артефакты, такие как сосуды (Мастос), наскальные рисунки и статуи с изображением женщин с обнажённой грудью датированы около 15 000 лет до н. е. Они встречаются и поздней античности по всей территории Европы, Северной Африки и Ближнего Востока. Образы большинстве женских божеств, которые выступали олицетворениями или покровительницами любви и плодородия, были связаны с грудью и грудным молоком.

### Изобразительное искусство
Женщины с обнажённой грудью изображены на сотнях картин великих художников в течение всего времени существования человечества. Эти картины выставлены в крупнейших музеях и выставочных залах.

### Фильмы
С развитием кинематографа появилась целая индустрия по производству эротических и порнофильмов, показывающих женскую грудь под разным углом зрения, а также в движении.

### Астрономия
Из древнегреческой мифологии пришли понятия Галактика (др.-греч. Γαλαξίας 'молочный, млечный') и Млечный Путь. Согласно легенде, Зевс решил сделать своего сына Геракла, рождённого от смертной женщины Алкмены, бессмертным, и для этого подложил его спящей жене Гере, чтобы Геракл выпил божественного молока. Гера, проснувшись, увидела, что кормит не своего ребёнка, и оттолкнула его от себя. Брызнувшая из груди богини струя молока превратилась в Млечный Путь.